# Real Club de Golf Vista Hermosa
El Real Club de Golf Vista Hermosa es un club deportivo de golf situado en El Puerto de Santa María (Andalucía, España).Ha ganado el Campeonato de España de croquet GC por equipos en dos ocasiones (2016 y 2017).

## Historia
El 12 de mayo de 1975 se redactó el acta de reunión para la constitución del Club Recreativo “Vista Hermosa Club de Golf”.